# Don Camillo (film 1983)
Don Camillo è un film del 1983 diretto da Terence Hill, interpretato dallo stesso nel ruolo di don Camillo, ispirato al personaggio letterario di Giovannino Guareschi, già portato più volte sullo schermo negli anni cinquanta e sessanta da Fernandel (con Gino Cervi nel ruolo del sindaco Peppone).
Questo Don Camillo è il remake del film del 1952. Cambia l'ambientazione, dall'originaria Brescello nella bassa reggiana, a Pomponesco, nel basso mantovano, e cambia il periodo, trasportato all'epoca contemporanea delle riprese, gli anni ottanta.
Il film è una coproduzione tra Terence Hill e il produttore statunitense Mark Johnson, tramite la casa di produzione fondata dallo stesso Hill, la Paloma production.

## Trama
Pomponesco: tra il sindaco comunista del paese, Peppone, e il parroco don Camillo non corre buon sangue. Entrambi tentano di ostacolarsi in ogni maniera benché poi riescano spesso a trovare un accordo nelle loro liti. Tra le varie ragioni di questi scontri quotidiani assistiamo a un incontro tra le due squadre di calcio del paese: gli Angeli e i Diavoli, che finisce 3 a 2 per i Diavoli. Dopo aver scoperto che Peppone aveva pagato l'arbitro, don Camillo decide di vendicarsi barando al torneo di scopa. Tutte queste scaramucce attirano su di lui le attenzioni delle gerarchie ecclesiastiche. Don Camillo viene così trasferito in una parrocchia sperduta. Il giorno della partenza non trova nessuno alla stazione: per paura delle minacce del sindaco, i parrocchiani sono andati tutti, in gran segreto, alla stazione successiva. Una bella sorpresa per don Camillo, che si raddoppia quando, alla stazione dopo ancora, trova l'intera banda dei rossi con Peppone in testa, a salutarlo.

## Produzione
Le riprese, durate 7 mesi, si sono svolte principalmente fra Pomponesco e Brescello.
Inizialmente, nel cast del film doveva far parte anche Jane Alexander, nel ruolo di Lilly; ma poiché all'età di 9 anni era già troppo alta, la parte venne assegnata a Jennifer Hingel, e Jane Alexander si limitò a doppiarla.
In un'intervista, Terence Hill ha svelato un curioso aneddoto avvenuto durante le riprese, riguardante il calciatore Roberto Pruzzo che aveva preso parte al film in veste del calciatore dei Diavoli. A suo avviso, il duro allenamento cui Pruzzo si era sottoposto per effettuare tutti quei goal di rovesciata, gli sarebbe stato utile per segnare, successivamente, uno straordinario goal (sempre di rovesciata) durante la partita Juventus-Roma del 4 dicembre 1983; ciononostante, lo stesso Pruzzo ha smentito tale notizia, sostenendo che fosse stato un caso.

## Distribuzione

### Edizione estesa
Del film esiste una versione estesa di circa 163 minuti andata in onda in due puntate una sola volta la sera del 16 e il 17 aprile 1989 su Rai 1. Nei quasi 37 minuti tagliati per la versione cinematografica sono presenti due episodi: il primo narra la vicenda di un fantasma senza testa che vaga per il paese, conferendo al film un tono surreale; il secondo invece riprende un episodio presente ne Il ritorno di don Camillo, quello del "Brusco" (nel film originale era "il Nero") compagno di Peppone, che vende la propria anima al medico del paese. 
Queste scene sono comunque presenti nell'edizione italiana del DVD della General Video tra i contenuti extra.